# Transcopic
Transcopic war das Plattenlabel des britischen Musikers Graham Coxon, das von 1998 bis 2005 bestand.

## Beschreibung
Graham Coxon, der Gitarrist der Band Blur, gründete Transcopic 1998 zusammen mit Jamie Davis zur Publikation seiner Soloalben. Insgesamt erschienen auf dem Label fünf seiner LPs (The Sky Is Too High, The Golden D, Crow Sit on Blood Tree, The Kiss of Morning und Happiness in Magazines) sowie zahlreiche Promotion-CDs und Singles, ehe 2005 EMI die Veröffentlichung seiner Musik übernahm.
Weitere Musiker, deren Musik bei Transcopic veröffentlicht wurden, waren u. a. Billy Childish, Mower, You Am I, The Buff Medways und Assembly Line People Program. Teilweise wurden vom Label auch Promotion-Sampler mit Beiträgen dieser Künstler herausgegeben.

## Künstler und Bands
- Graham Coxon
- Billy Childish & The Buff Medways
- Mower
- You Am I
- Assembly Line People Program
- Control Freaks
- Ooberman
- Bunsen Honeydew
- Neon